# Théâtre Gramont
Le théâtre Gramont est une ancienne salle de théâtre, située 30 rue de Gramont dans le 2e arrondissement de Paris.

## Historique
Tout d'abord cercle hippique, la salle, située en sous-sol, est transformée en dancing au sortir de la Première Guerre mondiale, le Frolic's. Laissé à l'abandon, il est repris en décembre 1938 par le metteur en scène et producteur Maurice Lehmann, qui a déjà dirigé les théâtres de la Porte-Saint-Martin, de l'Ambigu, de la Renaissance, Mogador, Édouard-VII et l'Empire et repris en  1929 le théâtre du Châtelet. Le 22 février 1939 est inauguré le théâtre des Optimistes servant aussi de music-hall.
En 1940, on y joue notamment une revue avec Max Dearly, Jeanne Saint-Bonnet, Gabriello, Marguerite Gilbert et Monique Rolland. Le metteur en scène Christian Chamborant en reprend la direction en février 1941 et confie la décoration de la salle à la décoratrice Jeanne Saunal à qui il cède sa place quelques mois plus tard. Opérettes et revues alternent jusqu'à la Libération, avec notamment Andrex, Francis Blanche, Georges Guétary ou encore Georgette Plana.
En novembre 1944, le nouveau directeur, André Sancy, inaugure le théâtre Gramont avec une pièce de Marc-Gilbert Sauvajon, Au petit bonheur, interprétée par Gérard Philipe, Jean Marchat, Jacques Dynam, Sophie Desmarets et Odette Joyeux. Michèle Verly lui succède en août 1945, agrandissant la salle à 470 places. À sa mort dans un accident d'avion le 3 mars 1952, la salle est reprise par Marie-Rose Belin, ex-directrice du théâtre Saint-Georges, rejointe en août 1954 par René Dupuy.
Le 10 novembre 1956 est créée la comédie musicale Irma la Douce, livret d'Alexandre Breffort, musique de Marguerite Monnot, avec Colette Renard, Michel Roux et René Dupuy, totalisant 962 représentations jusqu'en 1961. Resté seul après le départ de Marie-Rose Belin en août 1958, René Dupuy affiche Jean Poiret et Michel Serrault dans la revue Vive de… en janvier 1960, suivi de Un certain M. Blot toujours avec Michel Serrault, Jean Yanne et Daniel Prévost. Le 29 novembre 1965, création française de la pièce de René de Obaldia, Du vent dans les branches de sassafras avec Michel Simon, Françoise Seigner, Caroline Cellier, Bernard Murat, Jacques Hilling et Michel Roux qui se joue deux ans durant. Dupuy qui a repris entre-temps le théâtre de l'Athénée met la salle en location avant de la vendre en juin 1973.
Transformé en cinéma par son nouveau propriétaire, Roger Boublil, en avril 1974, qui y installe deux salles, le Gramont se spécialise rapidement dans les films pornographiques puis, repris par Paul Simon, redevient en partie discothèque en 1979 sous le nom d'Opéra Night avant de fermer définitivement en juillet 1987. Il est démoli dans la foulée et transformé en bureaux.

## Répertoire
- 1945 : Au petit bonheur de Marc-Gilbert Sauvajon, mise en scène Fred Pasquali, avec Jean Marchat, Sophie Desmarets, Gérard Philipe
- 1945 : La Fugue de Caroline d'Alfred Adam, mise en scène Pierre Dux
- 1946 : Le Revolver de Venise de Pierre Grève et Victor Camarat, mise en scène Jean Vernier
- 1946 : Notre petite ville de Thornton Wilder, mise en scène Claude Maritz
- 1946 : Plainte contre inconnu de Georges Neveux, mise en scène Jean Mercure
- 1947 : Monsieur Providence d'Albert Husson
- 1948 : La Ligne de chance d'Albert Husson
- 1949 : Les Bonnes Cartes de Marcel Thiébaut, mise en scène Pierre Bertin
- 1950 : Mon ami le cambrioleur d'André Haguet, mise en scène Michèle Verly
- 1951 : Mort d'un rat de Jan de Hartog, mise en scène Jean Mercure
- 1952 : Jésus la Caille, adapté du roman Jésus-la-Caille de Francis Carco, mise en scène Pierre Valde
- 1952 : Many d'Alfred Adam, mise en scène Pierre Dux
- 1953 : La Rose tatouée de Tennessee Williams, mise en scène Pierre Valde
- 1954 : N'importe quoi pour elle de Steve Passeur, mise en scène Georges Douking
- 1954 : Le Héros et le Soldat de George Bernard Shaw, mise en scène René Dupuy
- 1955 : Le Quai Conti de Guillaume Hanoteau, mise en scène René Dupuy
- 1956 : À la monnaie du Pape de Louis Velle, mise en scène René Dupuy
- 1956 : Irma la Douce, comédie musicale d'Alexandre Breffort et Marguerite Monnot, mise en scène René Dupuy
- 1956 : Le Baladin du monde occidental de John Millington Synge, mise en scène René Dupuy
- 1958 : Édition de midi de Mihail Sebastian, mise en scène René Dupuy
- 1959 : La Double Vie de Théophraste Longuet de Jean Rougeul d'après Gaston Leroux, mise en scène René Dupuy
- 1961 : Un certain monsieur Blot de Robert Rocca d'après Pierre Daninos, mise en scène René Dupuy
- 1962 : Le Timide au palais de Tirso de Molina, mise en scène René Dupuy
- 1963 : On ne peut jamais dire de George Bernard Shaw, mise en scène René Dupuy
- 1964 : Les Jouets de Georges Michel, mise en scène Arlette Reinerg
- 1964 : Le Malentendu d'Albert Camus, mise en scène Michel Vitold
- 1965 : Huis clos de Jean-Paul Sartre, mise en scène Michel Vitold
- 1965 : Pantagleize de Michel de Ghelderode, mise en scène René Dupuy
- 1965 : Du vent dans les branches de sassafras de René de Obaldia, mise en scène René Dupuy
- 1965 : Les Chaises d'Eugène Ionesco, mise en scène Jacques Mauclair
- 1965 : Enquête à l'italienne de Jacques de La Forterie, mise en scène Daniel Crouet
- 1967 : Les Chaises d'Eugène Ionesco, mise en scène Jacques Mauclair
- 1967 : Je m’appelle Harry Dave de Romain Bouteille
- 1967 : Rapport pour une académie de Franz Kafka, mise en scène René Dupuy
- 1968 : Le Shaga et Yes, peut-être de Marguerite Duras, mise en scène de l'auteur
- 1968 : Service de nuit de Muriel Box et Sydney Box, mise en scène Jacques Mauclair
- 1968 : Je ne veux pas mourir idiot de Georges Wolinski
- 1969 : Je ne pense qu'à ça de Georges Wolinski et Claude Confortès
- 1969 : Le Garrot de Josef Sandor, mise en scène Marc Cassot
- 1969 : Popaul et Juliette d'André Maheux et Mireille, mise en scène René Dupuy
- 1970 : Full Up de Guy Foissy, mise en scène Claudine Vattier
- 1970 : Pourquoi t'as fait ça ? de Philippe Avron et Claude Evrard
- 1973 : Un yaourt pour deux de Stanley Price, mise en scène Michel Roux